# Tabula Capuana
La Tabula Capuana (Tablilla de Capua, en italiano Tavola Capuana ), es una antigua tablilla de terracota, de 60 por 50 centímetros, con un largo texto largo en etrusco, aparentemente un calendario ritual, de las cuales unas 390 palabras son legibles. Está ubicado en el Altes Museum, Berlín. Es el segundo texto etrusco más extenso que se conserva tras el Liber Linteus utilizado en el antiguo Egipto helenístico para envolver una momia.

## Descripción
Las líneas horizontales dividen el texto en diez secciones. La escritura es muy similar a la utilizada en Campania a mediados del siglo V a. C., aunque seguramente el texto que se transcribe es mucho más antiguo. Es un año arcaico de diez meses que comienza en marzo (Velxitna, en etrusco).
Los intentos de descifrar el texto (Mauro Cristofani, 1995) generalmente se basan en la suposición de que prescribe ciertos ritos en ciertos días del año en ciertos lugares para ciertas deidades. El texto en sí fue editado por Francesco Roncalli, en Scrivere etrusco, 1985.

## Descubrimiento
La tablilla fue descubierta en 1898 en el cementerio de Santa Maria Capua Vetere.

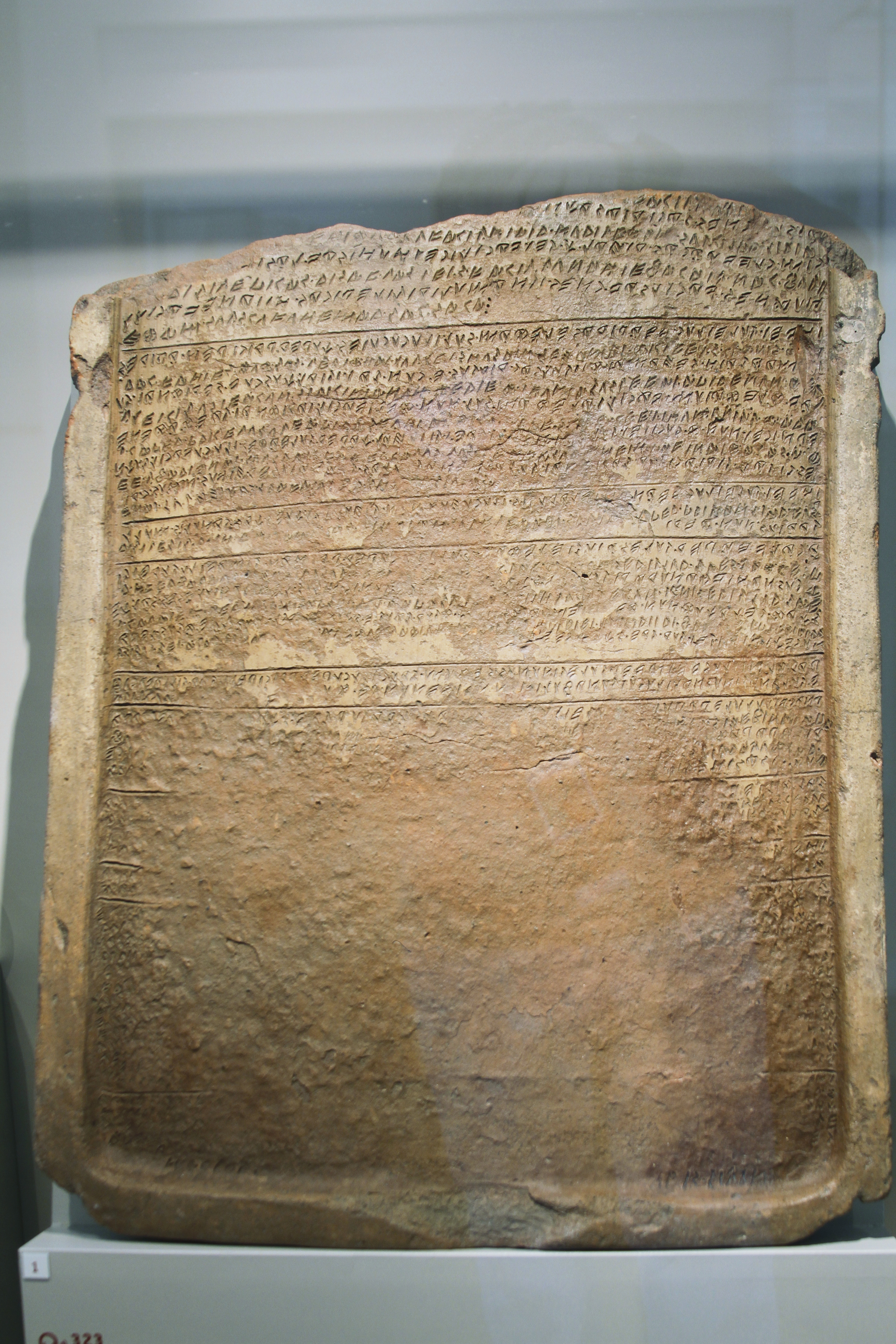
Imagen reciente en el Altes Museum, Berlín